# Akogi na futaritabi daze!!
Akogi na futaritabi daze!! é um álbum acústico de Hironobu Kageyama e Masaaki Endoh lançado em 22 de novembro de 2000 pela Lantis. Foi lançado apenas em CD e é composto por seis músicas acústicas, além de uma sétima inclusa como faixa bônus.

## Produção
Endoh atuava como vocal de apoio nos shows de Kageyama, mas logo se juntaram e fundaram a dupla Koutetsu Kyodai (algo como "irmãos de metal"), e fizeram várias músicas juntos. No mesmo ano, fundaram o JAM Project com Ichiro Mizuki e Eizo Sakamoto. Kageyama e Endoh gravaram este álbum nessa mesma época, seguido de um ao vivo com título parecido dois anos depois.
O título pode ser traduzido para algo como "é uma viagem de violão a dois", indicando a natureza acústica do álbum. O encarte tem desenhos da dupla feitos pelo próprio Kageyama

## Legado
A faixa título, "Akogi na Futari Tabi daze!!" foi usada como encerramento do quinto episódio do anime ÉX-Driver, já a versão original de "Kaze ni Nare", da banda JAM Project, à qual a dupla pertence, foi a abertura desta série. "Senshi yo Tachiagare" é uma das músicas mais conhecidas da carreira de Masaaki Endoh, sendo que sua versão original foi usada para o anime Cybaster, e ela figura em várias coletâneas do artista e álbuns de músicas de animes. Seu single chegou à 78ª posição no Oricon Singles Chart.

## Faixas
| N.º            | Título                                       | Letras           | Música                            | Arranjo          | Duração |  |
| 1.             | "Akogi na Futari Tabi daze!!"                | Kageyama e Endoh | Kageyama e Endoh                  | Kageyama e Endoh | 4:31    |  |
| 2.             | "Kaze ni Nare" (do JAM Project)              | Karen Shina      | Masashi Chizawa                   | Kageyama e Endoh | 4:05    |  |
| 3.             | "Senshi yo, Tachiagare!" (de Cybaster)       | Tetsuo Kudoh     | Masatoshi Sakashita               | Kageyama e Endoh | 5:50    |  |
| 4.             | "Another Face"                               | Eiko Hsu         | Shinichiro Ishihara e Yohgo Kohno | Kageyama e Endoh | 5:20    |  |
| 5.             | "Konya LOVERS LANE de..." (do LAZY)          | LAZY             | LAZY                              | Kageyama e Endoh | 5:48    |  |
| 6.             | "Tobenai Tsubasa"                            | Kageyama         | Kageyama                          | Kageyama e Endoh | 4:46    |  |
| 7.             | "Uchuu Wa Bokura Wo Matte Iru" (faixa bônus) | Kageyama         | Kageyama                          | Kenichi Sudo     | 6:50    |  |
| Duração total: | Duração total:                               | Duração total:   | Duração total:                    | Duração total:   | 37:10   |  |

## Músicos
Kenichi Sudo - teclados, vocais de apoio
Yohichi Matsuo - guitarra
Hironobu Kageyama - violão, vocais de apoio
Naoya Yamamoto - baixo
Yoshichika Kuriyama - sintetizador